# La bestia humana (novela)
La bestia humana (La Bête humaine, 1890) es la novela número 17 de las 20 publicadas por Émile Zola con el título genérico Les Rougon-Macquart.

## Argumento
El subjefe de la estación de El Havre, Roubaud, empleado modelo, casado con Séverine que es huérfana de padre desde la infancia y fue apadrinada por Grandmorin, presidente de la compañía de ferrocarriles, quien facilitó a Roubaud conseguir su empleo se entera de que su esposa fue violada desde su adolescencia por Grandmorin y decide matarlo.
El lugar elegido para el asesinato es un coche de primera clase del tren que cubre el trayecto nocturno entre París - El Havre. Roubaud y Séverine, después de degollarlo, tiran el cuerpo de Grandmorin a las vías y regresan a sus asientos de segunda clase creyendo no haber sido vistos. Pero en ese mismo momento, Jacques Lantier, un maquinista que trabaja en la misma la empresa y que conoce de vista a Roubaud y su esposa, camina al costado de las vías y al levantar la vista fija, como en un fugaz fotograma, el cuerpo de un hombre apuñalando a otro y, junto a él, el cuerpo de una mujer. 
Durante la investigación del crimen, Lantier se convence de que las personas que vio en el tren eran Roubaud, y Séverine, pero decide no comprometerlos. Los esposos, desesperados por el miedo a ser descubiertos, entablan una relación amistosa con Lantier.
Meses más tarde, la investigación se da por concluida y el matrimonio parece encaminarse hacia la felicidad plena. Sin embargo Roubaud, acosado por el remordimiento, se vuelca afanosamente al juego mientras que Séverine y Lantier se enamoran y traman el asesinato de Roubaud para librarse de él.

## Adaptaciones cinematográficas
Se han realizado varias adaptaciones para el cine de La bestia humana: 
1. Dirigida por Jean Renoir (1938): La bestia humana.
2. Dirigida por Fritz Lang (1954): Deseos humanos.
3. Dirigida por Daniel Tinayre (1957): La bestia humana.